# Дума про Остафія Дашкевича
Історична Дума про Остафія Дашкевича (пол. Duma o Ostafim Daszkiewiczu)
Дума про Остафія Дашкевича розповідає про перебування козакa Остафія Дашкевича у турецькій неволі. Дума є перекладеною також польською мовою.

## Сюжет
Почавши від Остафія Дашкевича, який перший розпорошених людей, що жили за порогами Дніпровими зібрав і з них військо Запорозьке сформував і до часів знищення чи атакування січі Текелим; ціла та доба козацька, що тривала більше як триста років є відображена в історичних думах, кожна важлива подія, кожна знаменита особа не зосталися забутими, все це живе в думі.
Ця дума про богатиря та засновника козаччини Дашкевича Остафія. Його називали на Запорожжі богатирем, це означало у стародавніх авторів — напівбог. Багато раз він був в боях з татарами чи росіянами, сам був в татарському полоні, чудом утік з полону і далі громив безпощадно татар. В цій думі розповідається про той час, коли Остафій Дашкевич перебував у полоні, дума оспівує як він звідти утік та знову громив невірних.
(Міхал Гліщинський, 1852)

## Текст думи
Та дайдах ! Та дайдах!
Татарчуком трусить страх,
Татарцюга бородатий
Біжить коника сідлати
Татаринка молодая
Чорнобрива, уродливая,
За віконце виглядає,
Думу думає.
Ой ! коли б я мала та орлині крила,
Ой ! тоби м в Козачизну тепер полетіла,
А там в Козачизні хрестом ся молила;
Атаману козацькому правду говорила
Ой ти Атамане! Сизоперлий орле
Коли ж ся до тебе дівчина пригорне?
Дівчина небога в Татар у неволі,
А ти з Козаками стоїш в чистім полі.
Дівчина небога тужить та сумує,
А татарин бісурмана і з туги глумує.
Ой Пане Остапе! Де ти забарився?
Чи ще з неволі тай не відкупився
Чи з ляшками по світі бродиш?
Ой ! Чому ти козаченьків тай в Крим не приводиш?
Я і з неволі тай не відкуплявся
Через землі татарскі коником пробрався.
По дорозі мені звірі забігали
Тай коня спиняли;
КІнь звірців ся не злякав,
Стальовими підківцями під ноги топтав.
По передомною орли пролітали.
І мене спиняли;
Я їх мечом одганяв,
І крила рубав.
За мною чорні вставали хмари,
А в хмарах були татари;
Но кінь мій вихром степи пробігав.
За собою хмари зоставляв.
За мною кулі в погоню летіли,
Но мене брати не хтіли;
Бо на чорта є хрест, на кулю є слово,
Так я в Козачину вернувся здорово.
А теперки в Татарчизні іще погуляю,
Та уже і зброю наражаю,
Чи то чорні орли крила розпустили
Темненькою ніччю сонечко закрили,
Чи то із за мора хмара наступає?
Ой ! то не з за мора хмара наступає;
Ні чорнії орли крила розпустили.
Темненькою нічю сонечко закрили
То під ясне небо луна набігає,
А димом клубками по полі качає
То хоробре Козачча Татарів розбили,
І город бісурманський Очаків запалили.
Базар горит, а на море луна іде,
Пан Атаман козаченьків додому веде.
А за ними бісурмани поле покривали;
Атамана козацького хороше угощали
Хороше угощали, дарами надарали,
Ой втоді то козаченьків! та всі шановали.